# Exekvatur

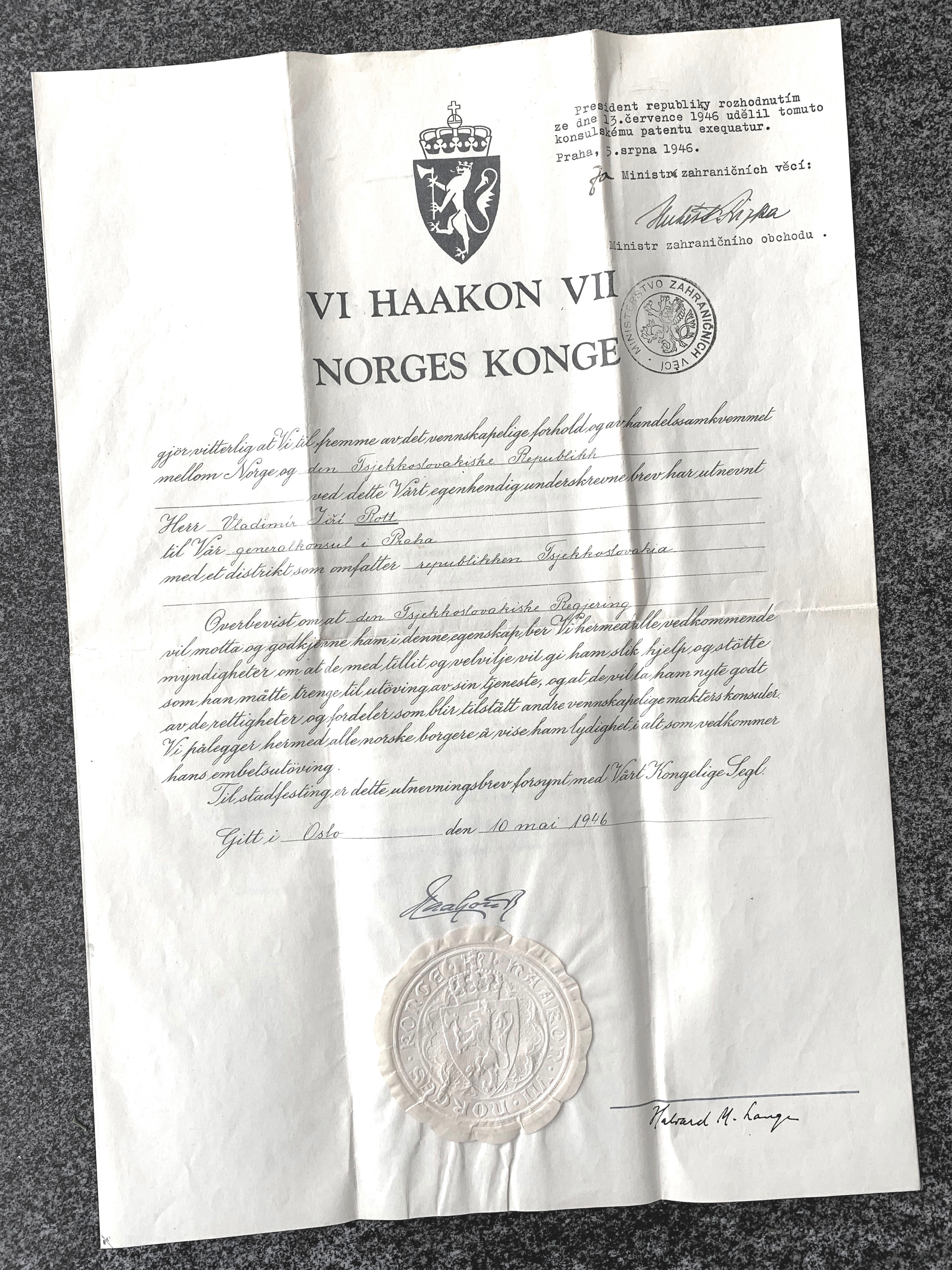
Exequatura presidenta republiky na konsulském patentu Vladimíra Jiřího Rotta, norského generálního konzula v ČSR, vydaném Haakonem VII, králem Norska, Oslo, 10. května 1946 (1. list listiny)

Exekvatur označuje v mezinárodním právu soukromém a procesním právní institut vykonatelnosti rozhodnutí cizozemských soudů, které by jinak nebylo možno v situaci neexistence zvláštního zákona na vlastním území vůbec exekučně vymáhat. Jde o tzv. volný pohyb rozsudků a v praxi se jedná např. o automatické vzájemné uznávání soudních rozhodnutí členských zemí Evropské unie.

## Jiný význam
V oblasti konzulárních styků jde o povolení, kterým přijímající stát uděluje konzulům jiných států právo k výkonu tohoto úřadu. Povolení bývá zpravidla omezeno jen na část státního území (tzv. konzulární obvod). Stát, který odmítne exekvatur poskytnout, není povinen sdělit vysílajícímu státu důvody tohoto odmítnutí. Zároveň může jednou udělené povolení kdykoliv a bez udání důvodů zrušit.